# O Ganso de Ouro

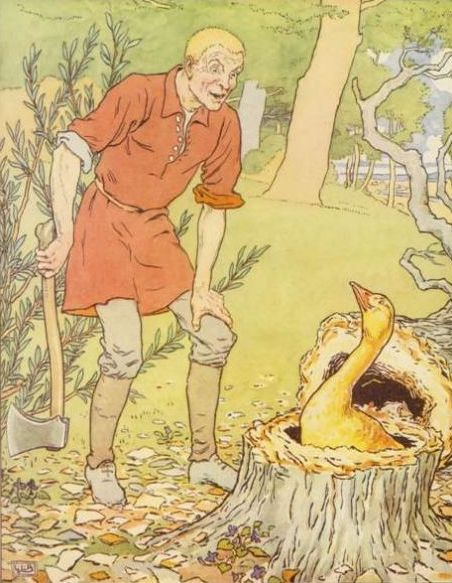
Homem encontra o Ganso de Ouro, em ilustração de L. Leslie Brooke de 1905

O Ganso de Ouro (em alemão:  Die goldene Gans) é um conto recolhido pelos Irmãos Grimm (conto 64). O folclorista D.L. Ashliman apontou outras versões possivelmente relacionadas a esta história: A gansa dos ovos de ouro de Esopo, o pato de ouro (do Jataka com histórias das reencarnações anteriores de Buda) e o pássaro Huma (Pérsia).

## Sinopse
O herói é o mais novo dos três irmãos (o ignorante, a menos de três), ganhou o apelido de Pateta. Seu irmão mais velho é enviado para a floresta para cortar madeira (tarefa), enriquecidos com um bolo de ricos e uma garrafa de vinho. Ele encontra um homenzinho cinza o Consolador disfarçado, que pede um bocado para comer e um gole de cerveja, mas é rejeitado. O irmão mais velho encontra um acidente e é levado para casa. O segundo irmão cumpre um destino semelhante. Simplório, mandou para fora com um biscoito cozido nas cinzas da lareira e cerveja azedou, é generoso com o velhinho que faz com que seja um enorme banquete e é recompensado depois com um ganso de ouro.
Com a galinha debaixo do braço, Pateta dirige para uma pousada, onde, logo que ele vira as costas, a filha do estalajadeiro tenta arrancar apenas uma das penas de ouro puro, e está presa. Sua irmã, que vem para ajudá-la, é presa fácil também. E o mais jovem e nova, determinado a não ficar de fora da riqueza ficou presa também. Pateta faz o seu caminho para o castelo, e cada pessoa que tenta interferir se juntou ao desfile dispostos: o pároco, seu sacristão, e dois operários.
No castelo vive o rei com a princesa que nunca riu e quem a fizesse rir ganharia a sua mão com o consentimento dela. Mas a princesa desanimado, sentado perto da janela e vislumbrar o desfile incrível após Pateta e seu ganso dourado, ri até que ela choram, o rei não gosta. Simplório, então depois de te que fazer mais de três ensaios, incluindo os impossíveis; comer uma pilha de pães de dois metros, beber todo o estoque de cidra e encontrar um navio que navega em terra e mar, às vezes, inserido no conto, em cada um dos quais ele é feito pelo homenzinho cinza que é um mago, ganha a princesa e todos vivem felizes para sempre.

## Cultura Popular
Na série Grimm é visto um Wesen chamado Seltenvogel que produz uma gema de ouro na garganta, e cujas penas são douradas